# Hamamelis virginiana
Hamamelis virginiana (L., 1753), comunemente nota come Amamelide o "arbusto delle streghe", è una pianta appartenente alla famiglia delle Hamamelidaceae, originaria delle regioni orientali degli Stati Uniti e del Canada, ma largamente coltivata anche in Europa.

## Descrizione
È una pianta con portamento arbustivo, che può raggiungere l'altezza di 6 m.

Le foglie, caduche, sono di colore verde brunastro, giallastro nella stagione autunnale; sono ovali od obovate, alterne, glabre, lunghe fino a 15 cm e larghe fino a 10 cm, con picciolo corto e robusto; il margine è irregolarmente dentellato e l'apice è brevemente acuminato ed ottuso. Dalla nervatura mediana si dipartono, ad angolo acuto, da due lati, 5-6 nervature secondarie diritte o lievemente arcuate, che giungono al margine e sono fortemente rilevate sulla pagina inferiore.

I fiori, che si aprono in genere nei mesi di settembre ed ottobre, sono riuniti a due o a tre in glomeruli ascellari, e posseggono quattro sepali e quattro petali gialli; ogni fiore presenta quattro stami e due stili.

I frutti sono delle capsule legnose a due logge, lunghe 10–14 mm, che a maturità si aprono liberando uno o due semi scuri e lucidi.

## Tassonomia

### Varietà
Al momento è accettata una sola varietà di questa specie:
- Hamamelis virginiana var. mexicana (Standl.) C.Lane[4]

## Proprietà ed usi

### Medicina, erboristeria e cosmesi
Le proprietà cicatrizzanti del decotto di Hamamelis erano note ai nativi americani, che lo utilizzavano per curare le ferite. Nell'Ottocento, il distillato ottenuto dalle foglie veniva utilizzato dai coloni europei contro le scottature del sole e le irritazioni oculari dopo lunga esposizione alla luce. Per la presenza nelle foglie e nella corteccia di tannino,  è utilizzata in erboristeria per la preparazione di estratti fluidi e pomate con proprietà decongestionanti, astringenti ed emostatiche, utilizzati nella terapia di emorroidi, varici, flebiti ed infiammazioni oculari. In cosmetica è utilizzato per lozioni emollienti per la pelle secca.